# The mother of all demos

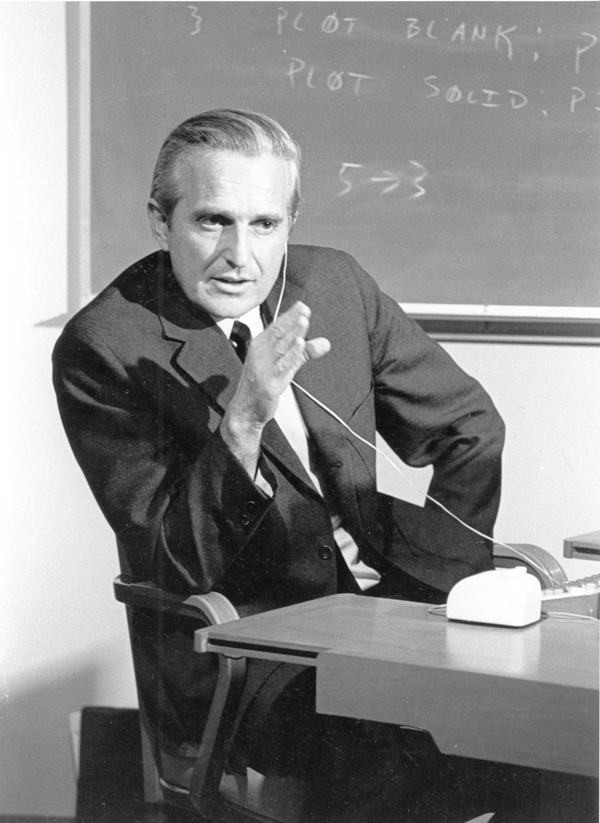
Douglas Engelbart prova la dimostrazione, Dicembre 1968.

"The Mother of All Demos" (la madre di tutte le demo) è il nome applicato retroattivamente a un'importante demo informatica, tenutasi a San Francisco il 9 Dicembre del 1968, presentata da Douglas Engelbart e organizzata dalla ACM/IEEE (Association for Computing Machinery/Institute of Electrical and Electronics Engineers).
La dimostrazione riguardava l'introduzione di un sistema hardware/software chiamato oN-Line System o, più comunemente, NLS. La presentazione in 90 minuti dimostrò essenzialmente quasi tutti gli elementi fondamentali del moderno personal computer: finestre, ipertesto, interfacce grafiche, navigazione e input di comando efficienti, videotelefonia, mouse, elaborazione testi, link dinamici, controllo revisione, editor collaborativo in tempo reale (lavoro collaborativo). La presentazione di Engelbart fu la prima a mostrare pubblicamente tali elementi in un unico sistema. La dimostrazione fu estremamente efficace, tanto da portare, nei primi anni 70, alla realizzazione di progetti simili presso la Xerox PARC. Queste tecnologie influenzarono, tra il 1980 e il 1990, i sistemi di interfaccia grafica sia di Apple Macintosh, che di Microsoft Windows.

## Origine dell'espressione
L'espressione "The mother of all demos" in riferimento alla presentazione del '68 compare per la prima volta nel libro del 1994 Insanely Great: The Life and Times of Macintosh, the Computer that Changed Everything, del giornalista Steven Levy, in cui si descrive l'evento in questione come "la voce rassicurante del controllo missione, mentre la vera frontiera finale appariva davanti ai loro occhi. Era la madre di tutte le dimostrazioni (The Mother of All Demos)". Andries van Dam (presente alla dimostrazione) ripeté la frase nel 1995 nell'introdurre Engelbart al simposio "Vannevar Bush" presso il MIT; il sistema di ipertesto FRESS, di van Dam, adottò diversi elementi presentati alla dimostrazione. La frase fu inoltre citata nel libro What the Dormouse Said di John Markoff, scritto nel 2005.
La formula "the mother of all battles", traduzione di un avvertimento emesso in arabo dalle forze armate del leader iracheno Saddam Hussein, entrò nella cultura popolare americana nel 1991, pochi mesi prima dell'inizio della Guerra del Golfo. L'espressione dunque iniziò ad essere utilizzata come snowclone, come termine iperbolico riferibile a più campi.

## Contesto
Molte delle considerazioni che portarono Engelbart alla realizzazione prima dell'Augmentation Research Center (ARC) e successivamente dell'oN-Line System, trovano ispirazione nella "ricerca culturale" degli anni della Seconda Guerra Mondiale e della Guerra Fredda. Stimolo fondamentale fu l'articolo "As We May Think", scritto da Vannevar Bush e pubblicato sul The Atlantic, che Engelbart lesse nel 1946, mentre era di stanza nelle Filippine, come tecnico radar della Marina degli Stati Uniti. Secondo Engelbart, il corretto utilizzo in una società delle conoscenze scientifiche belliche, presupponeva una corretta gestione e regolamentazione delle stesse.
Nel suo libro From Counterculture to Cyberculture, Fred Turner spiega che tale visione deriva da una riflessione di Englebart sugli effetti potenzialmente indesiderati delle tecnologie nel secondo dopoguerra:
(Fred Turner From Counterculture to Cyberculture)
Tali considerazioni condussero all'idea secondo cui i computer avrebbero potuto non solo fare calcoli, ma anche aumentare la capacità della mente umana.

## Dimostrazione

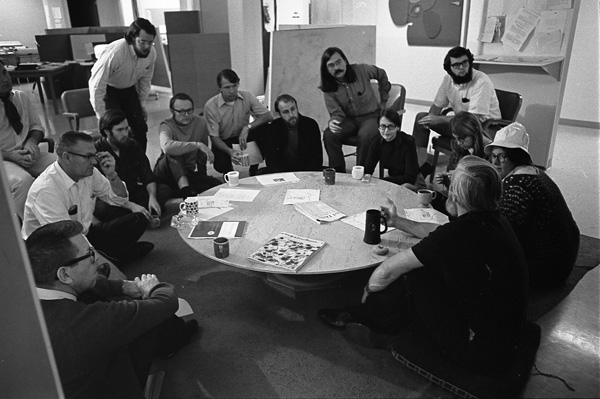
Augmentation Research Center dello Stanford Research Institute guidato da Douglas Engelbart, 1969.

Nei primi anni sessanta del novecento, Engelbart riunì un gruppo di ingegneri informatici e programmatori presso lo Stanford Research Institute, sede della sua Augmentation Research Center (ARC). L'idea era quella di liberare il computer dal semplice calcolo numerico ed elevarlo a strumento di comunicazione e di recupero delle informazioni. Engelbart era intenzionato a dare vita al progetto Memex di Vannevar Bush: creare una macchina che, utilizzata interattivamente potesse aumentare l'intelligenza umana.
In sei anni, grazie all'aiuto finanziario di NASA e ARPA, il team di Engelbart riuscì a definire gli elementi utili al raggiungimento di tale sistema informatico. Su sollecitazione del direttore dell'ARPA, Robert Taylor, il NLS sarebbe apparso pubblicamente per la prima volta alla conferenza informatica congiunta d'autunno del 1968, presso l'auditorium civico di San Francisco. La sessione di conferenza fu presentata sotto il nome A research center for augmenting human intellect, (un centro di ricerca per aumentare l'intelletto umano). Circa un migliaio di professionisti del computer si presentarono nell'auditorium per assistere alla presentazione; tra questi vi erano anche personaggi di spicco come Alan Kay, Charles Irby, Andy van Dam e Bob Sproull.

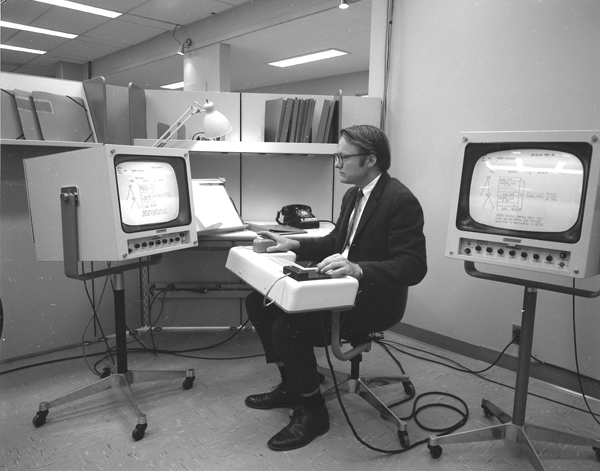
L'ingegnere Bill English si prepara per la dimostrazione "Mother of All Demos", Dicembre 1968.

Engelbart, con l'aiuto di Bill English, che dirigeva gli elementi tecnici della presentazione, e del suo team, mostrò al pubblico le funzioni dell'oN-Line System. Durante la presentazione si utilizzò un videoproiettore Eidophor, che consentiva di visualizzare l'uscita video del computer NLS, su uno schermo di 6.7 metri (22 piedi), grazie al quale il pubblico poteva vedere la dimostrazione di Engelbart. Le immagini proiettate dal computer erano accompagnate da un video live di Engelbart e dei suoi collaboratori, presso l'ARC di Menlo Park, a 48 km di distanza.
I ricercatori dell'ARC crearono inoltre due modem personalizzati a 1200 baud (l'alta velocità del 1968), collegati tramite un circuito diretto numerico, dedicato a trasferire i dati dalla tastiera e dal mouse del computer dell'auditorium civico, al computer SDS-940 della loro sede a Menlo Park.
Per poter offrire dei video live bidirezionali tra il laboratorio e la sala conferenze, furono utilizzati due ponti radio. English comandava un mixer video grazie al quale era in grado di controllare cosa veniva visualizzato sul grande schermo. Il cameraman a Menlo Park era Stewart Brand, conosciuto in qualità di editore del Whole Earth Catalog, che consigliò a Engelbart e al team le modalità di presentazione della demo.

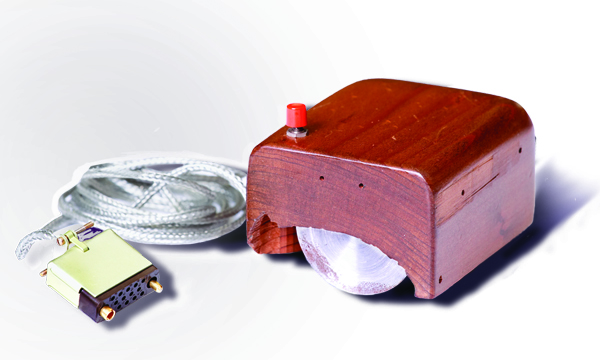
Primo prototipo di mouse creato da Bill English, sulla base dei disegni di Engelbart.

Nel corso dei 90 minuti di presentazione, Engelbart usò il suo prototipo di mouse per spostarsi sullo schermo, evidenziare il testo e ridimensionare le finestre. Era la prima volta che veniva presentato pubblicamente un sistema integrato in grado di manipolare il testo sullo schermo. Nel mentre, Engelbart appariva in una porzione di schermo, per dimostrare l'editing collaborativo e la teleconferenza. Anche i suoi colleghi dell'ARC, Jeff Rulifson e Bill Paxton, apparvero in altri momenti sullo schermo: aiutavano a modificare il testo da remoto. Mentre si procedeva con l'editing, Engelbart, Rulifson e Paxton potevano vedersi e interagire. Grazie a questa demo si dimostrò anche il concetto di ipertesto: cliccando su un testo sottolineato, si riusciva a raggiungere una nuova pagina di informazioni.
Terminata la dimostrazione, il pubblico reagì con una standing ovation. Fu inoltre messa a disposizione una sala nella quale i partecipanti furono in grado di porre domande e osservare più da vicino le postazioni di lavoro NLS.

## Conseguenze
Prima della dimostrazione, una buona parte della comunità scientifica pensava che Engelbart fosse un folle, "a crackpot"; terminata la presentazione fu descritto invece come uomo risoluto, che affrontò al meglio la situazione.

Van Dam stava lavorando ad un sistema simile; iniziò ad operare sul NLS nel 1967 e notò quanto tale sistema fosse maturo. Nella sessione di domande e risposte post-presentazione, Van Dam pose diversi quesiti a Engelbart. Terminato l'interrogatorio, capì di aver partecipato alla presentazione più rilevante a cui avesse mai assistito. Come sostenne Van Dam, l'impatto diretto sull'informatica però fu limitato:

(Andy Van Dam)
All'inizio degli anni settanta, gran parte del team di Engelbart lasciò l'ARC; molti entrarono a far parte della Xerox Palo Alto Research Center (PARC), divisione di ricerca della Xerox Corporation.Tra questi vi erano Bill English, che avrebbe poi notevolmente migliorato il mouse; Robert Taylor, ex sostenitore di Engelbart alla NASA e ARPA; e Alan Kay, che presso la PARC realizzò lo Smalltalk, un linguaggio di programmazione orientato agli oggetti.

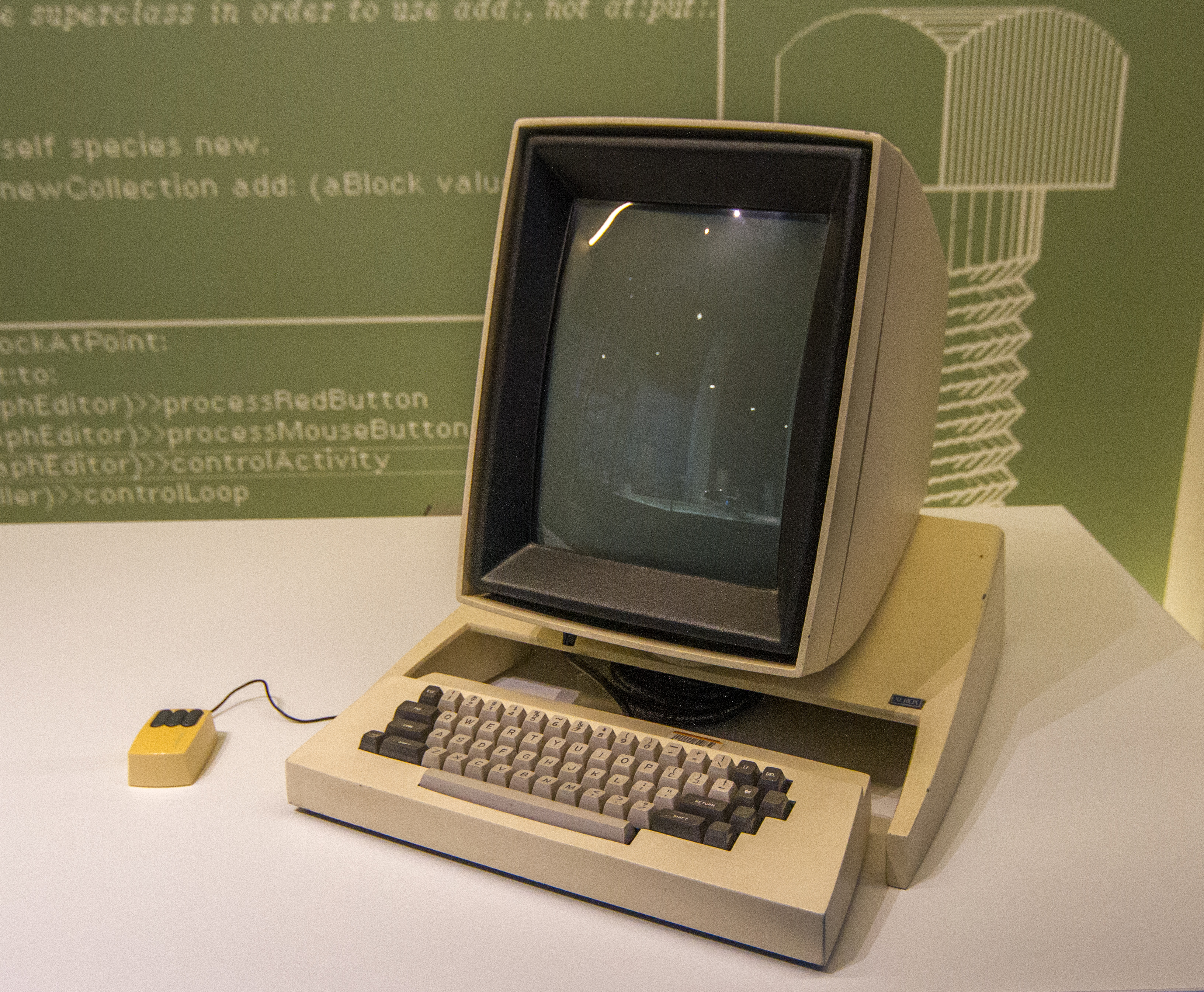
Xerox Alto

Nel 1973, lo Xerox Alto era un personal computer perfettamente funzionante, simile al terminale NLS, ma molto più piccolo e con una struttura più rifinita. Con la sua interfaccia grafica (GUI), guidata dal mouse, influenzò poi Steve Jobs, gli Apple Macintosh e, negli anni ottanta, i sistemi operativi. Infine, anche Microsoft Windows seguirà Macintosh, utilizzando un mouse multi-pulsante, come i sistemi di dello Xerox Alto e del NLS.
Engelbart è ricordato gli inventori del mouse e dell'ipertesto, elementi successivamente elaborati da Apple e Microsoft. In occasione del trentesimo anniversario della demo, nel 1998, l'Università di Stanford organizzò un'importante conferenza per celebrare l'impatto visionario di Engelbart sull'informatica e sul World Wide Web. Con il quarantesimo anniversario, la demo era annoverata tra le più importanti della storia del computer.
La demo fu inoltre rappresentata nel 2015 in una performance d'arte in musica, The Demo, composta ed eseguita da Mikel Rouse e Ben Neill, presentata al Bing Concert Hall di Stanford.